# مشرفة الصعب (الرقة)
مشرفة الصعب قرية سورية تتبع ناحية المنصورة في منطقة الثورة في محافظة الرقة. بلغ عدد سكانها 1222 نسمة في عام 2004 حسب إحصاء المكتب المركزي للإحصاء.